# Incursión sobre Cherburgo
Para la batalla de la Segunda Guerra Mundial véase: Batalla de Cherburgo
La incursión sobre Cherburgo tuvo lugar en agosto de 1758 durante la Guerra de los Siete Años cuando una fuerza británica de la Royal Navy desembarcó en la costa de Francia con la intención de atacar la ciudad de Cherburgo como parte de la política del gobierno británico de descensos navales en las costas francesas, descensos defendidos por Wiliam Pitt y por el gobierno británico.

## Antecedentes
Desde 1757 la política del gobierno británico para utilizar su superioridad naval para lanzar incursiones contra la costa francesa, a modo de maniobras de distracción que, para defender sus costas, obligaba a retirar una parte de las fuerzas francesas sitas en Alemania donde Prusia, Hannover y Brunswick —aliados de Gran Bretaña— estaban bajo una fuerte presión y retrocederían. En otoño de 1757 una expedición británica a Rochefort había capturado una isla en alta mar pero no hizo un esfuerzo por capturar la ciudad. En 1758 el duque de Brunswick pidió a los británicos que pusieran en práctica esta política ya que su fuerza aliada era rechazada. Una gran fuerza naval y militar fue reunida en el sur de Inglaterra bajo la dirección de George Anson, el Primer Lord del Almirantazgo. En junio de 1758 los británicos lanzaron una incursión contra Saint-Malo. Tras el éxito, se planeó una nueva incursión y se anunció que el Príncipe Eduardo, el hermano menor del Príncipe de Gales, acompañaría a la expedición.

## El ataque
Las fuerzas británicas estaban bajo el mando del teniente general Thomas Bligh con el contingente naval en alta mar comandado por Richard Howe. Navegaron a lo largo de la costa de Normandía y amenazaron varios puertos antes de llegar a las afueras de Cherburgo el 7 de agosto. Las condiciones fueron favorables y pudieron desembarcar con éxito en la playa de Urville-Nacqueville. Una vez en tierra, repelieron a la pequeña fuerza francesa que defendía Cherburgo, la asaltaron y capturaron la ciudad. Se dedicaron a destruir las fortificaciones y el puerto. El 16 de agosto, los británicos abandonaron Cherburgo y volvieron a embarcarse después de haber permanecido poco más de una semana.

## Consecuencias
Las noticias de la expedición aumentaron la moral en Gran Bretaña. Los periódicos observaron que fue el primer desembarco exitoso de cualquier tamaño significativo desde la Guerra de los Cien Años. El esquema había sido el proyecto favorito de William Pitt e insistió en que se lanzaran nuevas incursiones en la costa francesa. En septiembre de 1758 Bligh intentó capturar a Saint-Malo, pero el clima le permitió desembarcar solo una parte de su fuerza, que rápidamente se enfrentó a una fuerza francesa superior. Bligh intentó retirarse a sus barcos, lo que finalmente hizo, después de sufrir grandes bajas en la batalla de Saint Cast. Esto puso fin a la política de «descensos», ya que los británicos comprometieron más tropas para luchar en Alemania en lugar de arriesgarse a otro ataque fallido.
A pesar de esto, las redadas habían sido un éxito ya que habían debilitado la moral francesa y los convencieron de que incluso partes de la Francia metropolitana eran vulnerables al poder naval británico. En respuesta, Francia planeó una gran invasión de Gran Bretaña, diseñada para sacarlos de la guerra en el continente, pero tuvo que ser abandonada debido a las derrotas navales.